# Edgar Gutbub
Edgar Gutbub (Mannheim, 11 september 1940 - Wuppertal, 28 oktober 2017) was een Duitse beeldhouwer, installatiekunstenaar en graficus.

## Leven en werk
Gutbub volgde van 1961 tot 1963 een opleiding aan de Freie Akademie in Mannheim en studeerde van 1963 tot 1969 beeldhouwkunst aan de Hochschule für Bildende Künste in Berlijn. In 1972 won hij de Villa-Romana-Preis voor een verblijf in Florence. Van 1975 tot 1976 verbleef hij met een stipendium in de Cité Internationale des Arts in Parijs en in 1981 woonde en werkte hij met een beurs van George Rickeys Hand Hollow Foundation en de Deutsche Akademische Austauschdienst (DAAD) in East Chatham in de staat New York.
Gutbub nam in 1995 deel aan het Deutsch-Niederländisches Bildhauersymposion van de Kunstverein Aurich in Aurich, in 2006 in het Lehmbruck-Museum in Duisburg aan de expositie Das Jahrhundert moderner Skulptur en in 2009 aan de Kunsttriennale Ludwigsburg "Ausserdem" in Ludwigsburg.
De kunstenaar woonde en werkte in Keulen en Kirchberg-Mistlau. Hij was gasthoogleraar aan de Hochschule für Bildenden Künste Braunschweig en de Hochschule für Gestaltung in Offenbach am Main.

## Enkele werken in de openbare ruimte
- Schächte (1973), Grünfläche Marktstraße in Leinfelden-Echterdingen
- Ohne Titel (19??), Schwäbisch Hall
- Dreierbeziehung (1984), Straße der Skulpturen (St. Wendel) bij de stad Sankt Wendel
- Ohne Titel (1985), "Skulptur am Fort" - beeldenpark van het Kölner Festungsmuseum in Keulen
- Stahlplastik (1991), Bahnhofplatz in Wesel
- Zweiteilige Skulptur (1991/93), Duitse ambassade in Helsinki
- Zwei gleichgroß (1994), Südgelände Universität Erlangen in Erlangen
- Zwei gleichgroß (1998), Otterndorf

## Fotogalerij

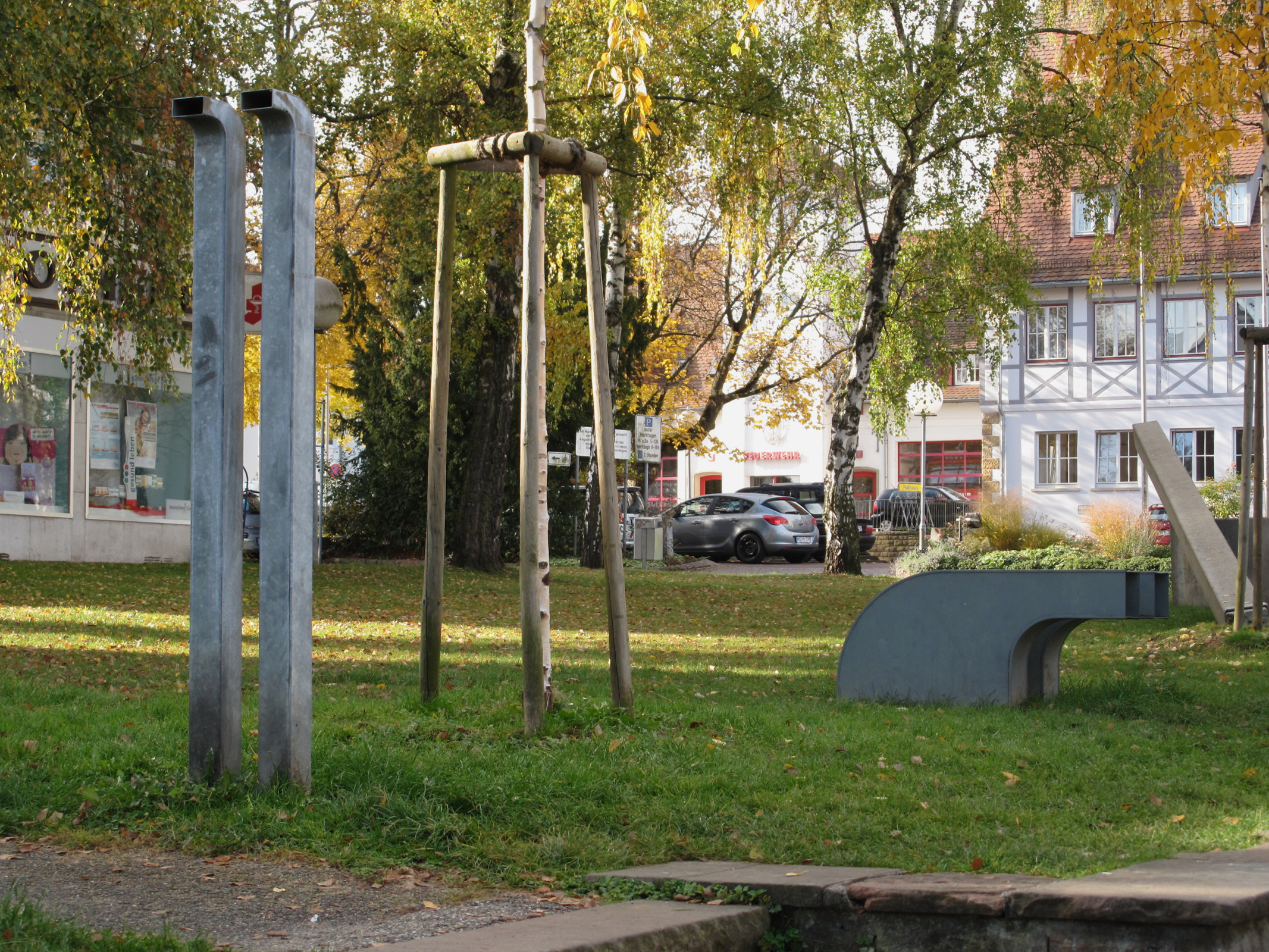
Schächte (1973), Leinfelden-Echterdingen
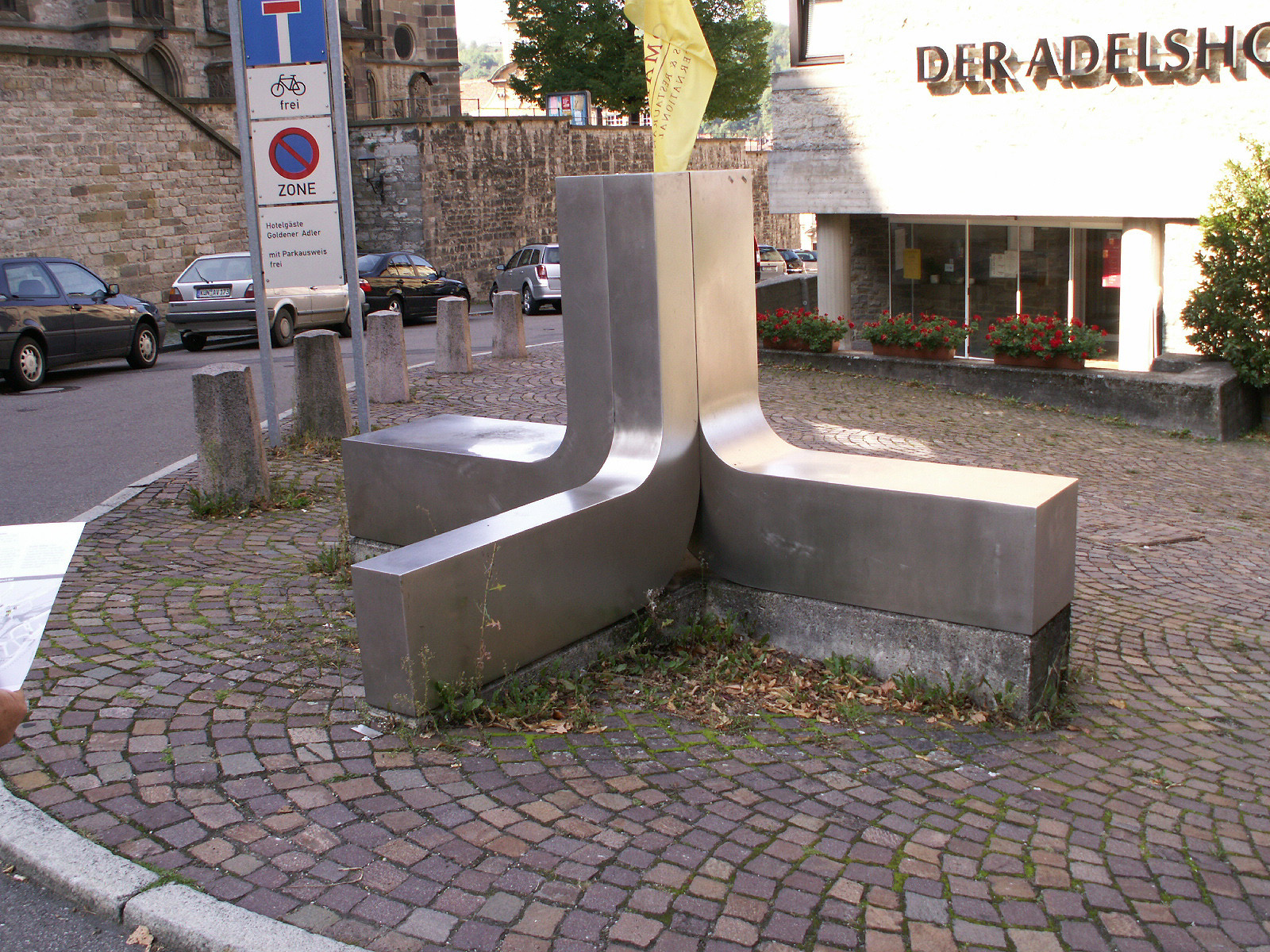
Ohne Titel, Schwäbisch Hall
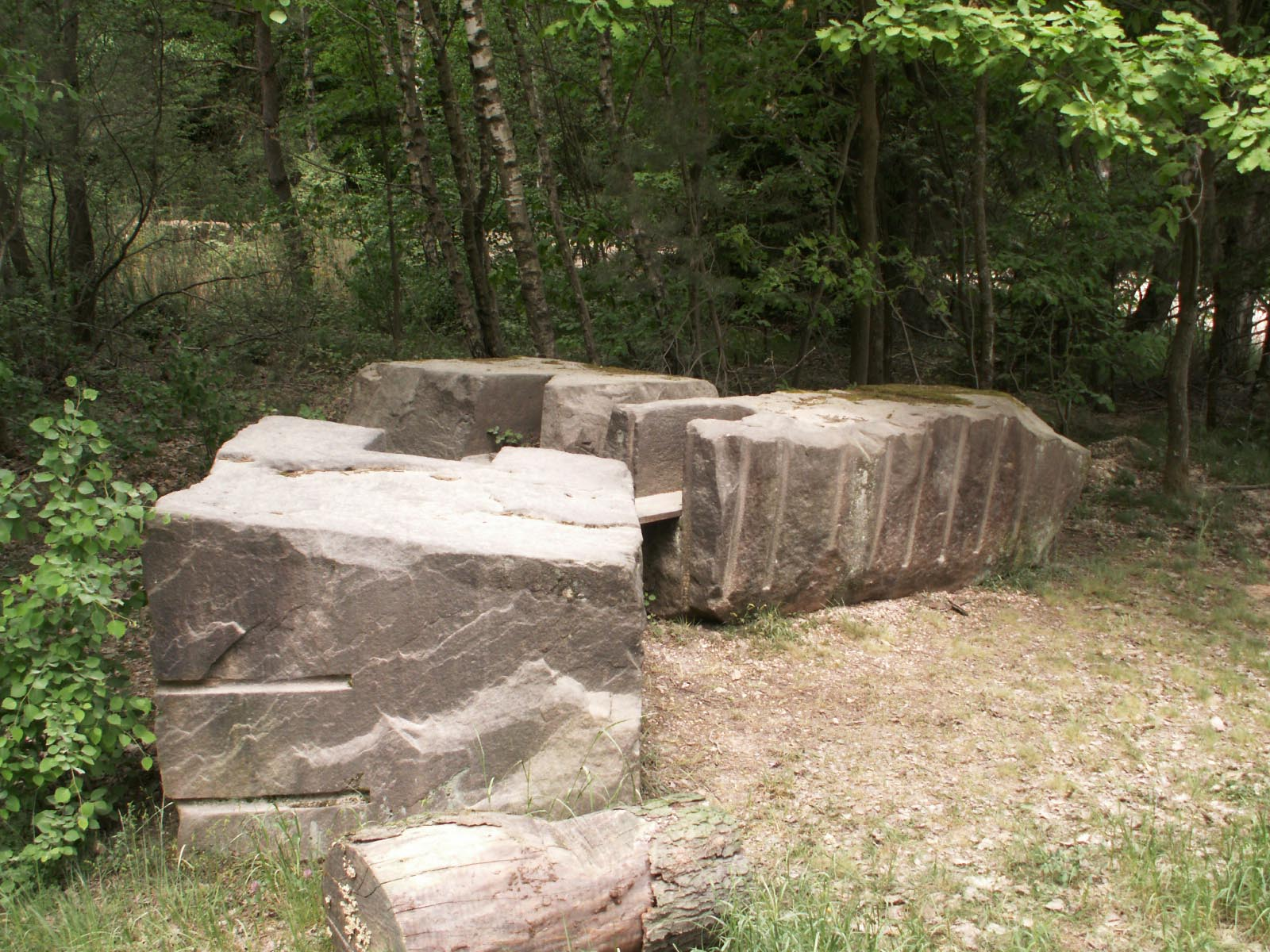
Dreierbeziehung, Sankt Wendel
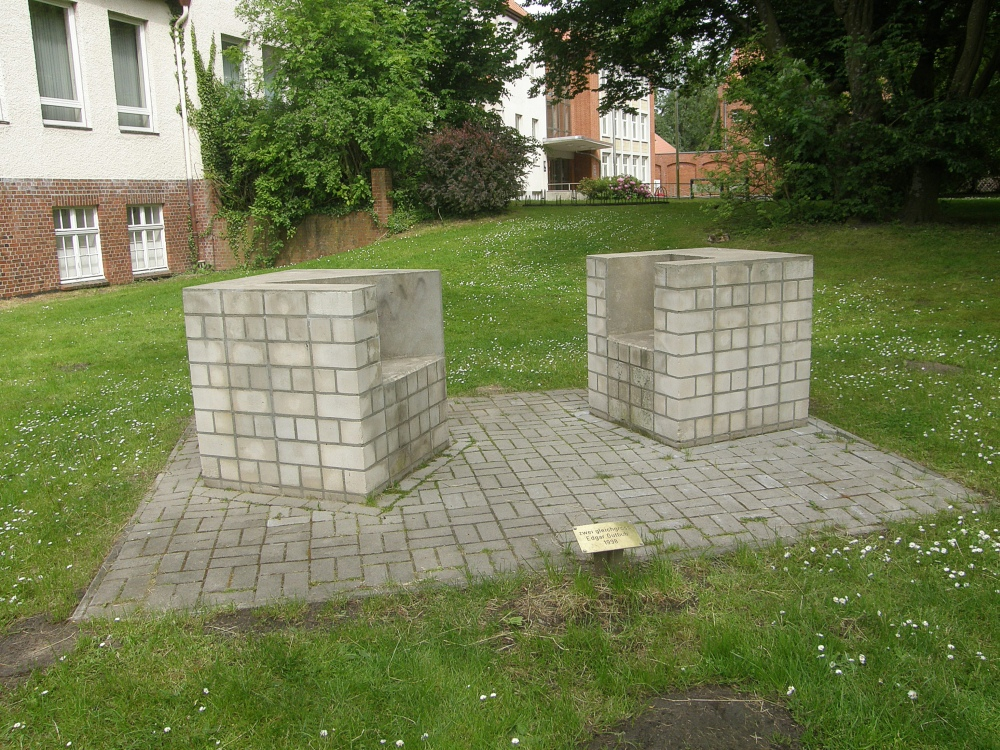
Zwei gleichgroß, Otterndorf